# Saison 6 de Power
Chronologie
Saison 5
Cet article présente le guide des épisodes de la sixième saison de la série télévisée américaine Power.

## Généralités
- Aux États-Unis, cette saison a été diffusée du 25 août 2019 au 9 février 2020 sur Starz.
- En France, cette saison a été diffusée en version multilingue du 26 août 2019 au 10 février 2020 sur OCS Choc[1].

## Distribution

### Acteurs principaux
- Omari Hardwick (VF : Michelangelo Marchese) : James « Ghost » St. Patrick
- Lela Loren (VF : Sandrine Henry) : Angela Valdez
- Naturi Naughton (VF : Cécile Florin) : Tasha St. Patrick
- Joseph Sikora (VF : Simon Duprez) : Tommy Egan
- Cynthia Addai-Robinson : Ramona Garrity
- Rotimi (VF : Maxime Van Santfoort) : Dre
- La La Anthony (VF : Sophie Frison) : LaKeisha Grant
- Monique Gabriela Curnen (VFB : Mélanie Dermont) : Blanca Rodriguez
- Mike Dopud : Jason Micic
- Michael J. Ferguson : 2-Bit
- Jerry Ferrara (VF : Maxime Donnay) : Joe Proctor
- Evan Handler : Jacob Warner
- Shane Johnson (en) (VF : Nicolas Matthys) : Cooper Saxe
- Michael Rainey Jr. (VF : Thibaut Delmotte) : Tariq St. Patrick
- Larenz Tate (VF : Gauthier de Fauconval) : Rashad Tate

### Acteurs récurrents
- Ty Jones : Jarry Donovan
- Marcus Callender : Ray Ray
- Craig DiFrancia : Marshall Romano
- Anika Noni Rose : LaVerne « Jukebox » Ganner
- Jim Norton : Père Callahan
- Irina Dvorovenko : Tatiana
- Sheena Sakai : Soo
- Avery Mason : Black Grimace
- Omar Scroggins : Spanky
- Vincent Agnello : Calvin
- Aleksandar Popović : Peter
- Lee Tergesen : Bailey Markham

## Épisodes

### Épisode 1:Assassins
- États-Unis /  Canada : 25 août 2019 sur Starz / Super Channel
- France : 26 août 2019 sur OCS Choc

- États-Unis : 1,47 million de téléspectateurs[2] (première diffusion)

### Épisode 2:Dans quel camp es-tu?
- États-Unis /  Canada : 1er septembre 2019 sur Starz / Super Channel
- France : 2 septembre 2019 sur OCS Choc

- États-Unis : 1,07 million de téléspectateurs (première diffusion)

### Épisode 3:Sans oublier Dre
- États-Unis /  Canada : 8 septembre 2019 sur Starz / Super Channel
- France : 9 septembre 2019 sur OCS Choc

- États-Unis : 1,12 million de téléspectateurs (première diffusion)

### Épisode 4:Pourquoi Tommy est toujours en vie?
- États-Unis /  Canada : 15 septembre 2019 sur Starz / Super Channel
- France : 16 septembre 2019 sur OCS Choc

- États-Unis : 1,17 million de téléspectateurs (première diffusion)

### Épisode 5:Le Gambit du roi
- États-Unis /  Canada : 22 septembre 2019 sur Starz / Super Channel
- France : 23 septembre 2019 sur OCS Choc

- États-Unis : 1,24 million de téléspectateurs (première diffusion)

### Épisode 6:Un homme nouveau
- États-Unis /  Canada : 29 septembre 2019 sur Starz / Super Channel
- France : 30 septembre 2019 sur OCS Choc

- États-Unis : 1,24 million de téléspectateurs (première diffusion)

### Épisode 7:Tel père, tel fils
- États-Unis /  Canada : 6 octobre 2019 sur Starz / Super Channel
- France : 7 octobre 2019 sur OCS Choc

- États-Unis : 1,39 million de téléspectateurs (première diffusion)

### Épisode 8:Un pacte avec le diable
- États-Unis /  Canada : 13 octobre 2019 sur Starz / Super Channel
- France : 14 octobre 2019 sur OCS Choc

- États-Unis : 1,26 million de téléspectateurs (première diffusion)

### Épisode 9:Terre brûlée
- États-Unis /  Canada : 27 octobre 2019 sur Starz / Super Channel
- France : 28 octobre 2019 sur OCS Choc

- États-Unis : 1,22 million de téléspectateurs

### Épisode 10:Personne ne peut m'arrêter
- États-Unis /  Canada : 3 novembre 2019 sur Starz / Super Channel
- France : 4 novembre 2019 sur OCS Choc

- États-Unis : 1,172 million de téléspectateurs (première diffusion)

- Cet épisode marque la fin de la première partie de la saison, elle reprendra l'année suivante, le 5 janvier 2020.

### Épisode 11:Dre, fidèle à lui-même
- États-Unis /  Canada : 5 janvier 2020 sur Starz / Super Channel
- France : 6 janvier 2020 sur OCS Choc

- États-Unis : 1,24 million de téléspectateurs (première diffusion)

### Épisode 12:Il gagne toujours
- États-Unis /  Canada : 12 janvier 2020 sur Starz / Super Channel
- France : 13 janvier 2020 sur OCS Choc

- États-Unis : 1,05 million de téléspectateurs (première diffusion)

### Épisode 13:Tout est ta faute
- États-Unis /  Canada : 19 janvier 2020 sur Starz / Super Channel
- France : 20 janvier 2020 sur OCS Choc

- États-Unis : 0,90 million de téléspectateurs (première diffusion)

### Épisode 14:Revers de fortune
- États-Unis /  Canada : 26 janvier 2020 sur Starz / Super Channel
- France : 27 janvier 2020 sur OCS Choc

- États-Unis : 1,06 million de téléspectateurs (première diffusion)

### Épisode 15:Exactement comme prévu
- États-Unis /  Canada : 9 février 2020 sur Starz / Super Channel
- France : 10 février 2020 sur OCS Choc

- États-Unis : 1,19 million de téléspectateurs (première diffusion)

- Finale de la série.